# Удовенко Віктор Михайлович
Ві́ктор Миха́йлович Удове́нко (нар. 8 лютого 1947, Київ, УРСР, СРСР) — радянський та український футбольний воротар, тренер, спортивний функціонер.

## Життєпис

### Кар'єра футболіста
Народився Віктор Удовенко у Києві на Подолі. Там, в дворових футбольніх баталіях, проводив майже весь свій вільний час, граючи воротарем. У 12 років поступив до футбольної школи київського «Динамо», де його першим тренером став Микола Федорович Фоміних, який спочатку поставив Віктора на позицію лівого захисника. Лише через півтора року, після того як перед одним із поєдинків захворів голкіпер юнацької команди, Удовенко попрохав тренера поставити його на ворота. Наставник погодився, довіривши Віктору місце на останньому рубежі і з тих пір воротарське амплуа вже не змінював. Пізніше тренувався в інших тренерів — колишнього легендарного захисника Віталія Голубєва та в минулому голкіпера київських динамівців, Євгена Лемешко. Після переходу до молодіжної команди, займався у ще одного іменитого воротаря — Олега Макарова.
1965 року було вирішено створити команду «Динамо-2», де могли б грати та набиратись досвіду молоді київські гравці. Колектив заявили в клас «Б». Тож саме в другій динамівській команді Віктор дебютував у поєдинках серед команд майстрів. Проте по закінченні сезону, більшість гравців було переведено до першої команди, а колектив класу «Б» розформовано. У 1966 році Удовенка призвали на армійську службу і як військовослужбовця внутрішніх військ, направили до команди з міста Хмельницький (місто), яку на той час тренував Євген Лемешко. У тому ж році подільська команда перемогла у своїй зоні класу «Б», але у стикових поєдинках за путівку до вищого дивізіону поступилася «Авангарду» із Жовтих Вод.
У жовтні 1969 року, голкіпер приймає запрошення старшого тренера «Металіста» Віктора Каневського і переїздить до Харкова. Сезон 1970 року Віктор розпочав дублером Олександра Савченко. Дебютував Удовенко за харківський клуб 1 червня 1970 року, у поєдинку де «Металіст» приймав дніпропетровський «Дніпро» і завершився нульовою нічиєю. У грі другого кола, між командами «Крила Рад» — «Металіст», молодий голкіпер знову вийшов на поле, змінивши у рамці воріт захворівшого Савченка. Зігравши надійно і зберігши свої ворота «сухими», заслужив місце в стартовому складі і в наступних чотирьох поєдинках знову відіграв «на нуль». В матчі 31 туру, проти ленінградського «Динамо», воротар у зіткненні з нападником суперника Говоровим, дістав сильний удар у голову і знепритомнів. Отямився Удовенко вже в кареті швидкої допомоги. Вже за два тижні, після того як травмувався і другий голкіпер команди, Віктор, до кінця не оговтавшись від попереднього пошкодження, знову був вимушений стати на ворота. У цілому ж сезон харків'яни провели досить добре, посівши підсумкове 5 місце. На початку наступного року «Металіст» залишив Віктор Каневський. Гра команди розладилась, харків'яни почали втрачати важливі очки, погіршилося турнірне становище команди. Та попри це Віктор показував досить упевнену гру, не раз рятуючи команду від пропущених м'ячів.
Під кінець сезону 1972 року Удовенку надійшло відразу два запрошення від клубів вищої ліги. В «Пахтакор» кликав Віктор Каневський, добре знайомий з можливостями голкіпера, а до дніпропетровського «Дніпра» пропонував перейти Валерій Лобановський. Віктор вирішив вибрати другий варіант. Пройшовши передсезонні збори з дніпропетровським колективом, вже перед самим початком чемпіонату, Удовенко травмував лікоть та був прооперований. Пройшовши курс лікування і реабілітації, воротар був вимушений пропустити частину сезону. Знову повернувшись до тренувань, розпочав набиратися ігрової практики в дублюючому складі. Але у грі проти резервістів київського «Динамо», у боротьбі з нападником дістав удар у потилицю, знепритомнів та отямився вже тільки в лікарні. І знову тривалий період лікування та відновлення. Тим часом Лобановський покинув Дніпропетровськ, ставши біля керма київського «Динамо». В цей період голкіперу надходить пропозиція від очолившого «Металіст» Миколи Корольова, повернутися до Харкова і допомогти, переживаючій не найкращі часи команді.
В 1974 році, так і не зігравши за дніпропетровську команду жодного матчу в основному складі, Удовенко повертається до Харкова, де ще протягом трьох років захищає ворота «Металіста». Рецедиви старих травм, що не давали грати на повну силу а також поява молодих, перспективних голкіперів, підштовхнули досвідченого воротаря в кінці сезону 1976 року завершити активну ігрову кар'єру.

### Кар'єра тренера
В 1977 році, харківський «Металіст» очолив Евген Лемешко, та запропонував Удовенку залишитись у колективі начальником команди. На цій посаді Віктор Михайлович пропрацював півтора року, після чого наступні п'ять років був тренером та директором харківської ДЮСШ. Пізніше, за пропозицією того ж Лемешка, знову повернувся до «Металіста», де працював його асистентом і як помічник старшого тренера був причетний до перемого команди у Кубку СРСР 1988 року. Невдовзі після цього успіху, Лемешко залишив колектив. На його місце був призначений молодий тренер Леонід Ткаченко, з котрим Удовенко проприцював майже чотири сезони. Після того як у 1992 році Ткаченко пішов з «Металіста», гра харківського клубу в чемпіонаті України погіршилася, команда втрачала важливі очки, почалися часті зміни тренерів, як підсумок — колектив опинився в першій лізі. З другого кола сезону 1995/96, після того як команду залишив черговий головний тренер, Віктор Камарзаєв, «Металіст» очолив, до цього багато років пропрацювавший другим тренером, Віктор Удовенко. В серпні 1996 року, перед початком нового чемпіонату, харківську команду очолив Михайло Фоменко, а Удовенко з цього часу зайняв посаду віце-президента харківського клубу. При цьому, займаючи адміністративну посаду, продовжував працювати з воротарями команди. Наприкінці сезону 2000/2001 закінчився контракт у, на той час головного тренера, Віталія Шаличева і на завершальній стадії 10 чемпіонату України, обов'язки головного тренера знову виконував Віктор Удовенко. Початок наступного сезону харків'яни розпочали з повернення в команду Михайла Фоменка, а Віктор Михайлович перейшов працювати в його тренерський штаб, на посаду начальника команди.
З 2005 по 2010 роки Удовенко працював у ФК «Харків», де займав посаду технічного директора клубу. З 2011 року працював на посаді заступника директора української Прем'єр ліги..

## Сім'я
Дружина, Алла Василівна, працювала у туристичному бізнесі. Донька Ольга. Син Олег, в минулому професійний футболіст, колишній гравець команди «Металіст-2».

## Досягнення

### Як гравця
- Переможець зонального турніру у класі «Б»: (1966)

### Як асистента старшого тренера
- Володар Кубка СРСР: (1988)

## Джерело
- Віктор Удовенко: «Я харків'янин, але інколи повертаюсь на Поділ» // «Український футбол». — 17 серпня 1999. — № 88 (511). — с. 6—7